# Бернацяк, Мариан
Мариан Бернацяк (пол. Marian Bernaciak; 6 марта 1917, Залесье — 24 июня 1946, Пётрувек) — польский офицер, участник антинацистского Сопротивления и антикоммунистического партизанского движения. Активист Союза вооружённой борьбы и организации «Свобода и Независимость». Командир партизанского соединения Армии Крайовой. По официальной версии, покончил с собой, при попытке задержания. В современной Польше считается национальным героем.

## Война и плен
Родился в многодетной деревенской семье, воспитывался в национально-патриотическом духе. Окончил гимназию в Пулавы, затем Мазовецкую артиллерийскую школу имени генерала Юзефа Бема в Замбруве. Служил в полку тяжёлой артиллерии. Работал в почтовом отделении.
В августе 1939, перед началом Второй мировой войны, Мариан Бернацяк был мобилизован в звании лейтенанта. Участвовал в боях с вермахтом. После вторжения в Польшу советских войск защищал Владимир-Волынский, был взят в плен. По дороге сумел бежать, вернулся в Польшу. Работал в демблинском книжном магазине и типографии.

## В антинацистском Сопротивлении
В 1940 Мариан Бернацяк примкнул к Союзу вооружённой борьбы и Армии Крайовой. Под псевдонимами Orlik и Dymek руководил боевой группой Kedyw — структурой вооружённого подполья в Демблине, Рыки, Пулавы. С осени 1943 командовал партизанским отрядом, весной 1944 получившим кодовое наименование рота 15 Pułk Piechoty AK «Wilków» (15-й пехотный полк АК «Волки»). Провёл более двадцати боевых операций против немцев. В 1944 формирование Бернацяка перешло к боевым действиям и против Армии Людовой.
В июле 1944 в ходе Акции «Буря» Бернацяк сумел предотвратить разрушение немцами ряда объектов в Демблине, защитил население от депортации. 26 июля 1944 рота Бернацяка заняла Рыки, в августе выдвигалась на помощь Варшавскому восстанию. Однако попытка соединиться с восставшими не удалась, поскольку советские войска в Польше начали блокировать силы АК.
Под угрозой интернирования советскими оккупационными властями Бернацяк распустил роту. Несколько месяцев скрывался от Министерства общественной безопасности (МОБ), гражданской милиции и МГБ СССР.

## В антикоммунистической борьбе
В марте 1945 Мариан Бернацяк восстановил свой отряд уже для борьбы с польским коммунистическим режимом и СССР. Он присоединился к антикоммунистической Делегатуре вооруженных сил Яна Жепецкого и к организации «Свобода и Независимость». Осенью 1945 года Бернацяк стал во главе антикоммунистического партизанского соединения «Свободы и Независимости», действия которого охватывали обширные территории Люблинского воеводства.
Мариан Бернацяк провёл ряд успешных боевых операций — нападения на оперативные группы Корпуса внутренней безопасности (КВБ), управления МОБ и милиции, военнослужащих советской армии и госбезопасности, функционеров просоветской польской власти, членов коммунистической Польской рабочей партии (ППР), боестолкновения, освобождения политзаключённых из тюрем и спецтранспортов.
24 апреля 1945 года бойцы Бернацяка атаковали штаб-квартиру МОБ в Пулавы и освободили 107 заключённых. Спустя месяц, 24 мая 1945 года, в бою близ деревни Ляс Стоцкий (гмина Коньсковоля) отряд Бернацяка одержал победу над  силами МОБ, советской госбезопасности и милиции (по нынешней официальной версии исторической политики — 180 человек против 82 при нескольких бронемашинах). При этом был убит командир оперативной группы МОБ капитан Генрик Дерешевич. Пропагандистские источники считают «Битву в лесу Стоцком» крупнейшим боестолкновением коммунистических правительственных сил с партизанами АК. В то же время, по документам Российского государственного военного архива, истребительный отряд 198-го омсб был блокирован крупным партизанским формированием численностью 200—600 человек, понес большие потери (17 военнослужащих СССР убитыми), занял круговую оборону и вынужден был по рации запросить из Пулавы подкрепление, которое, однако, прибыло уже после отхода партизан.
26 июля 1945 бойцы Бернацяка напали на тюремный транспорт близ Демблина и освободили 136 заключённых, в том числе 15 «особо опасных». Эта акция привела к появлению секретного приказа министра общественной безопасности генерала Радкевича: снятие с должностей нескольких функционеров МОБ, усиление охраны, ужесточение режима транспортировки (Радкевич особо отметил «предательство конвоя»).
Территория, на которой действовал отряд Бернацяка, была наводнена частями КВБ и армейскими подразделениями. Это вынудило партизан сменить тактику, разбившись на небольшие мобильные группы. Отмечались военно-оперативные способности Бернацяка, длительное время противостоявшего превосходящим силам противника. Кроме того, отряд Бернацяка вёл эффективную политическую пропаганду, хорошо воспринимаемую крестьянами. В регионе возникла угроза срыва референдума, назначенного правящей ППР на 30 июня 1946 года.

## Гибель в бою
Органы МОБ арестовали родителей Мариана Бернацяка и его брата Люциана. Вокруг партизанского командира постепенно сжималось кольцо. 24 июня 1946 года Бернацяк с группой ближайших сподвижников был атакован, по нынешней официальной версии исторической политики, частями КВБ и регулярной армейской дивизии; по другим задокументированным данным, атаку вела сапёрная часть (именно сапёры были награждены в 1946 году за ликвидацию Бернацяка). При попытке уйти в лес он был дважды ранен. Современная польская версия исторической политики утверждает, что, убедившись в реальной угрозе захвата, Мариан Бернацяк застрелился.
Тайные похороны состоялись на кладбище Брудно в Варшаве.

## Память
В родном селе Мариана Бернацяка установлен памятный знак.
25 июня 2006 года, в 60-ю годовщину гибели Бернацяка, в его честь были проведены торжественные траурные мероприятия с участием президента Леха Качиньского.
24 июня 2009 года президент Качиньский посмертно наградил Мариана Бернацяка Большим крестом Ордена Возрождения Польши. Вручение ордена членам семьи состоялось в День независимости, 11 ноября 2009.
В некоторых учебных заведениях Польши существуют стипендии имени Мариана Бернацяка.